# Glasi Hergiswil
De Glasi Hergiswil is een Zwitserse glasfabriek, gelegen in het kanton Nidwalden. De fabriek werd door de Siegwart broeders in 1817 opgericht. 
Door de ouderdom van machines en technologie dreigde de sluiting van de Glasi. Echter, door de inzet van de gemeente en Roberto Niederer werd de fabriek gered. Tegenwoordig is de Glasi een toeristisch trekpleister. Bezoekers kunnen de glaswerkers aan het werk zien. Tot de Glasi behoren ook een museum en het eerste Zwitserse glaslabyrinth.

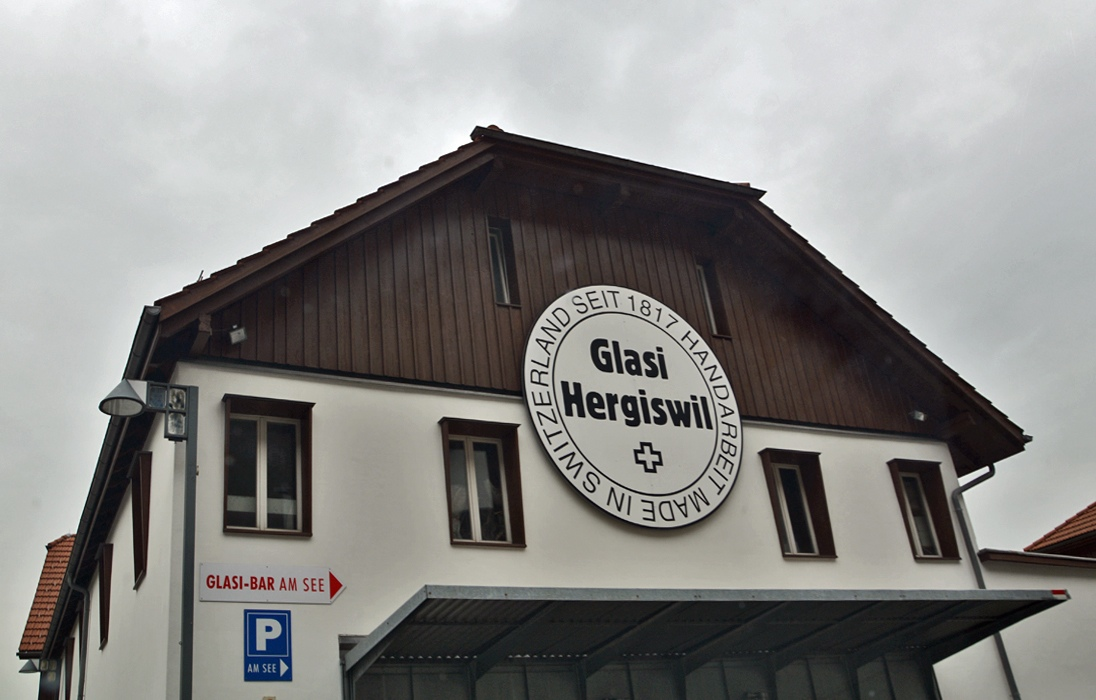
Glasi Hergiswil
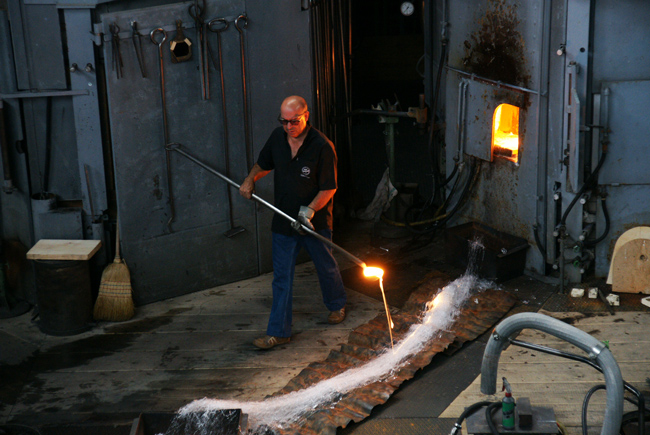
Glasblazer aan het werk bij Glasi Hergiswil